# Ágria Gramvoússa
Ne doit pas être confondu avec Gramvoussa.
Ágria Gramvoússa (grec moderne : Άγρια Γραμβούσα) est une île inhabitée grecque située au nord-ouest de la Crète et appartenant administrativement à Kíssamos.

## Géographie
Située à 16 km au nord-ouest de Kíssamos, elle s'étend sur 680 m de large pour une longueur de 2 km. C'est la plus au nord des deux îles Gramvoússa.